# Changgyeonggung
Le Changyeonggung ou Palais Changgyeong (en hangeul 창경궁) est un palais royal de la dynastie Joseon, situé à Séoul en Corée du Sud.

## Origine du palais Changgyeong
L'emplacement du Changgyeonggung fut très tôt utilisé pour la construction de palais. Dès 1104, un premier palais est construit par le roi Sukjong, de la dynastie Goryeo. Le futur palais Changgyeong garde d'ailleurs de cette première construction une originalité : le pavillon Myeongjeong (en hangeul Myeonjeongjeon : 명졍전), la salle du trône, est orienté vers l'est et non vers le sud, comme il sera d'usage sous la dynastie Joseon. 
C'est en effet sous la dynastie Joseon que le lieu prend une importance nouvelle. Le roi Taejo, fondateur de la dynastie en 1392 décide en effet deux ans après d'établir la capitale du royaume à Séoul. Dans l'attente de l'achèvement du palais Gyeongbuk, le roi établit alors sa résidence sur les lieux de l'actuel Changgyeonggung. Et c'est son petit- fils, le roi Sejong le grand (1418-1450), qui construit le palais Changgyeong en 1418, comme résidence royale à l'usage de son père qui avait abdiqué en sa faveur la même année. Il était en effet de coutume que l'ancien roi n'habite pas dans le même palais que son successeur. Toutefois, ce palais n'a pas encore pour nom Changgyeong, mais Sungang.
Agrandi en 1484 sous le règne du roi Seongjong (1469-1494), le bâtiment est destiné à accueillir les veuves du roi Sejo. C'est à ce moment qu'il change de nom pour enfin devenir Changgyeonggung.

## Une histoire mouvementée
À la suite de l'invasion japonaise de 1592 (guerre Imjin), le palais est brûlé. Il est reconstruit en 1616.
Cependant, le palais est une nouvelle fois détruit, en 1830, lorsqu'un incendie accidentel ravage la plupart des bâtiments. Seul le bâtiment central, le Myeongjeongjeon (la salle du trône) sort indemne de cet incendie. Il est reconstruit à l'identique en 1834.
Pendant l'occupation japonaise, le palais Changgyeong est transformé en musée, en zoo et en jardin botanique. Changgyeongung, qui signifie en coréen "palais Changgyeong", perd alors son statut de palais et fut renommé, en avril 1911, Changgyeongwon, c'est-à-dire "les jardins Changgyeong". 

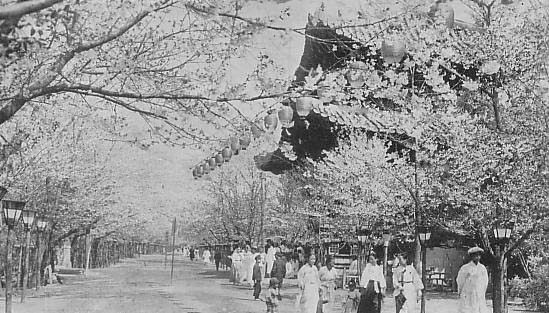
Changgyeonggung(1930s)

De décembre 1983 à août 1986, le palais est entièrement restauré et retrouve toute son élégance, tandis que le zoo est déménagé. Changgyeong retrouve alors son statut de palais et son nom de Changgyeonggung.

## Le pavillon Myeongjeon ou Myeongjeonjeon

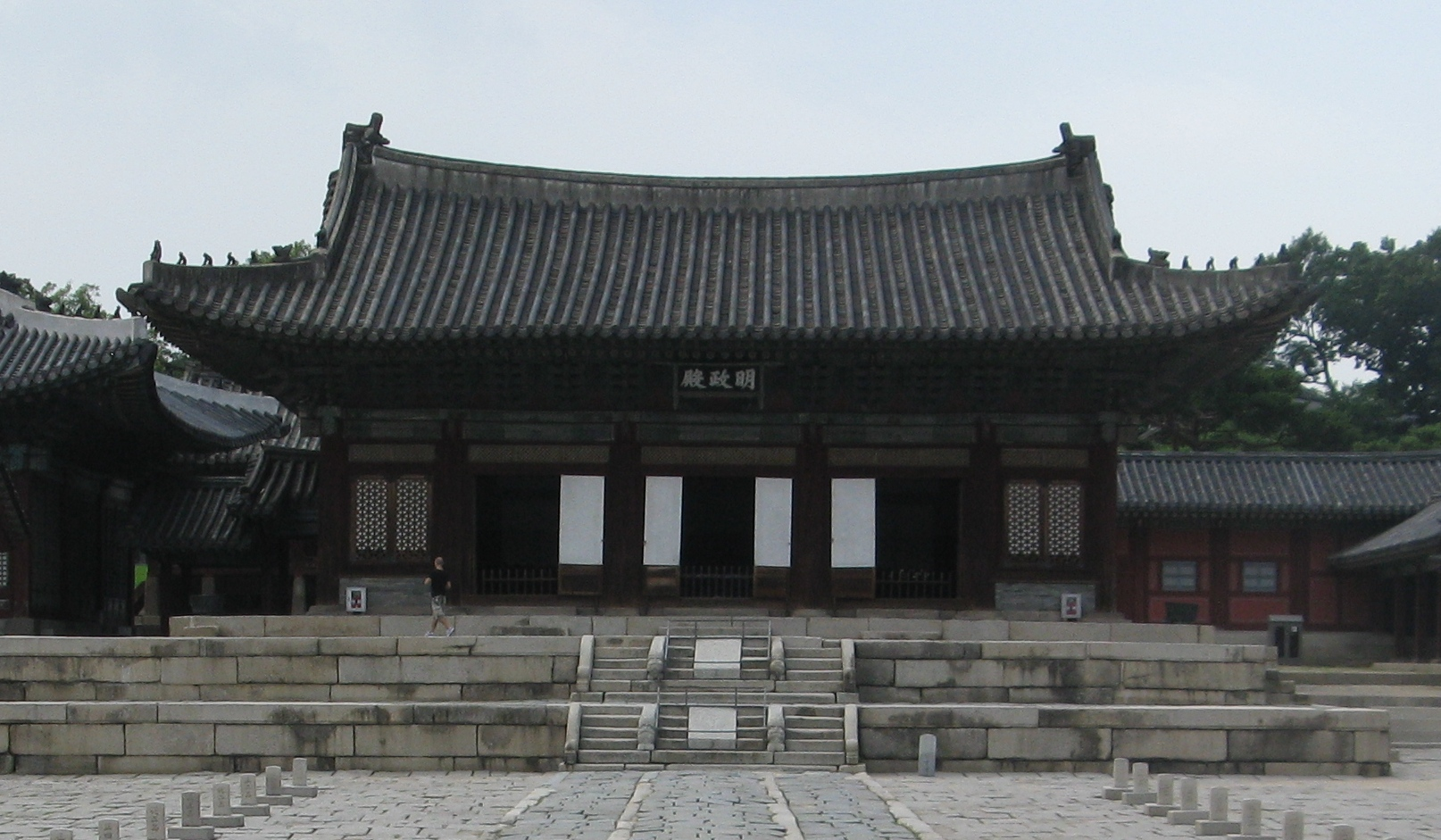
Myeongjeonjeon : la salle du trône

Seul bâtiment épargné par les flammes lors de l'incendie de 1830, le pavillon Myeongjeon (en hangeul, myeongjeongjeon : 명졍전) remonte donc à la reconstruction de 1616 et constitue aujourd'hui la plus ancienne salle du trône en Corée du Sud. Cette salle du trône a été désignée trésor national no 226.
Le pavillon siège sur une structure à double terrasse en pierre (en hangeul, woldae : 월대). L'allée centrale ne pouvait être empruntée que par le roi.
Les bornes en pierre disposées de part et d'autre du chemin servaient de repères à la cour coréenne : à chaque rang de la noblesse correspondait une borne que les membres de ce rang ne devait franchir en aucun cas. Ainsi, seuls les rangs supérieurs de la noblesse avaient le droit de se tenir au plus près du pavillon, tandis que les rangs inférieurs devaient se contenter d'une station éloignée du palais.

## Galerie d'images

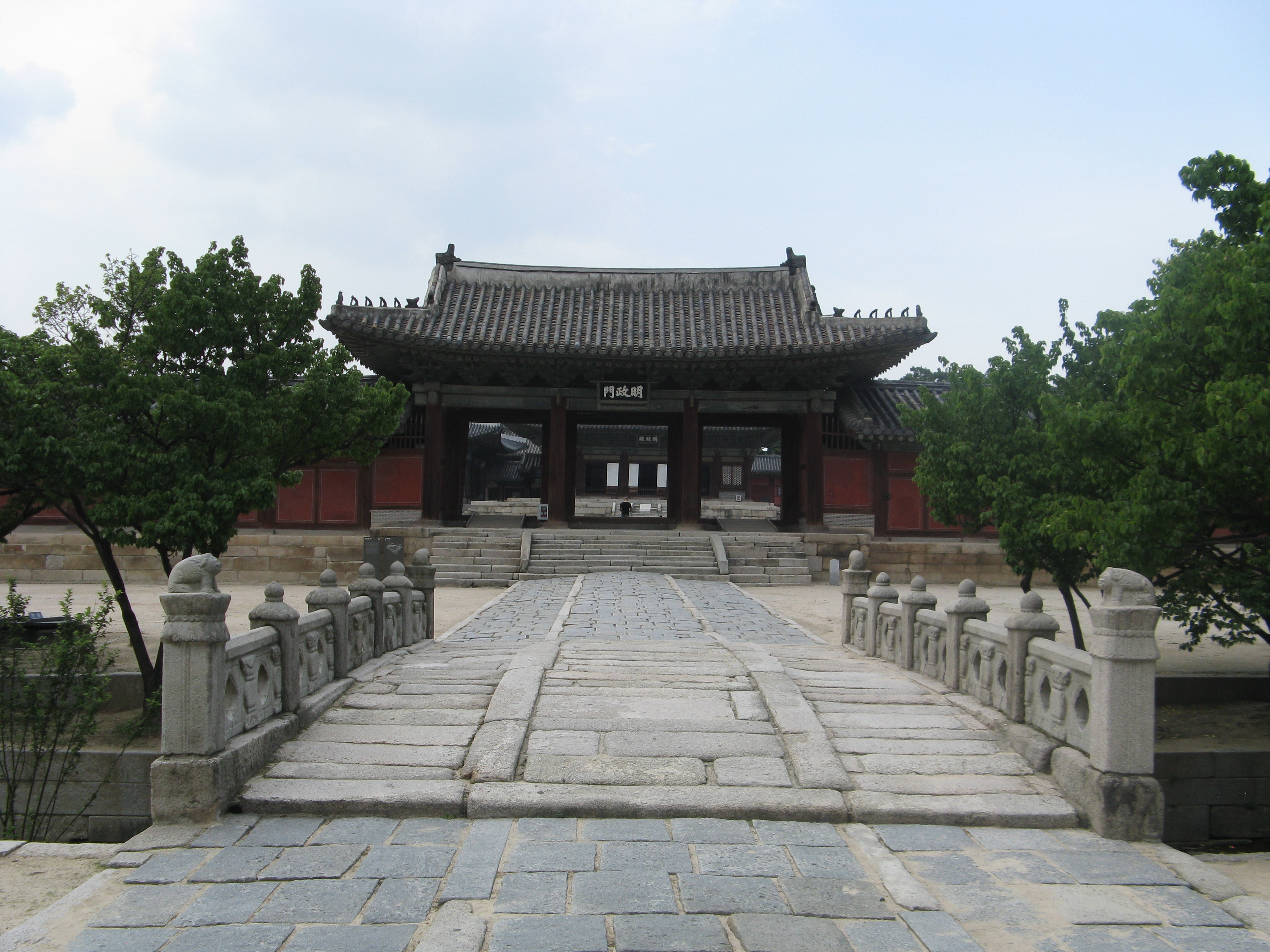
Pont menant à la salle du trône
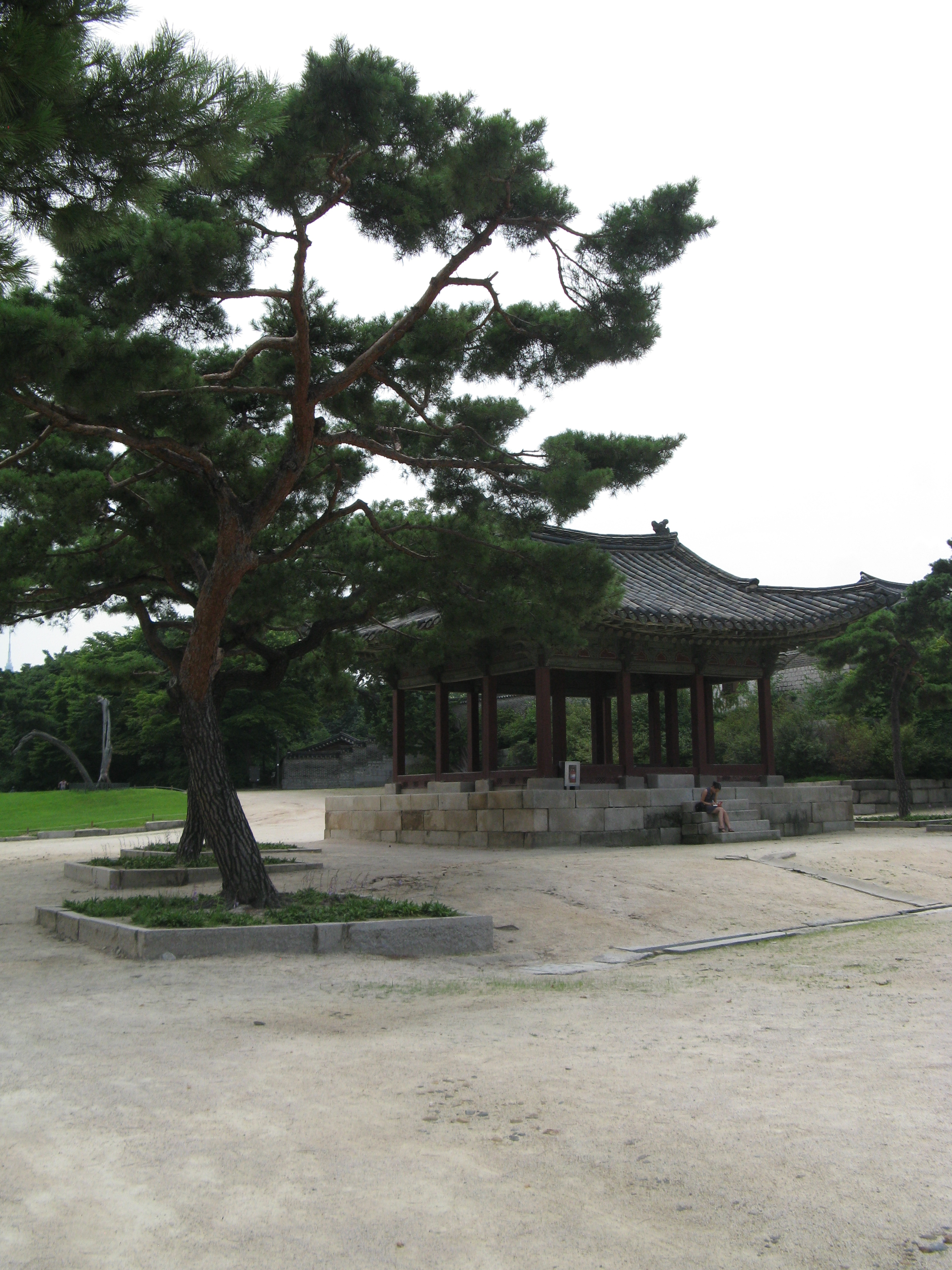
Un pavillon
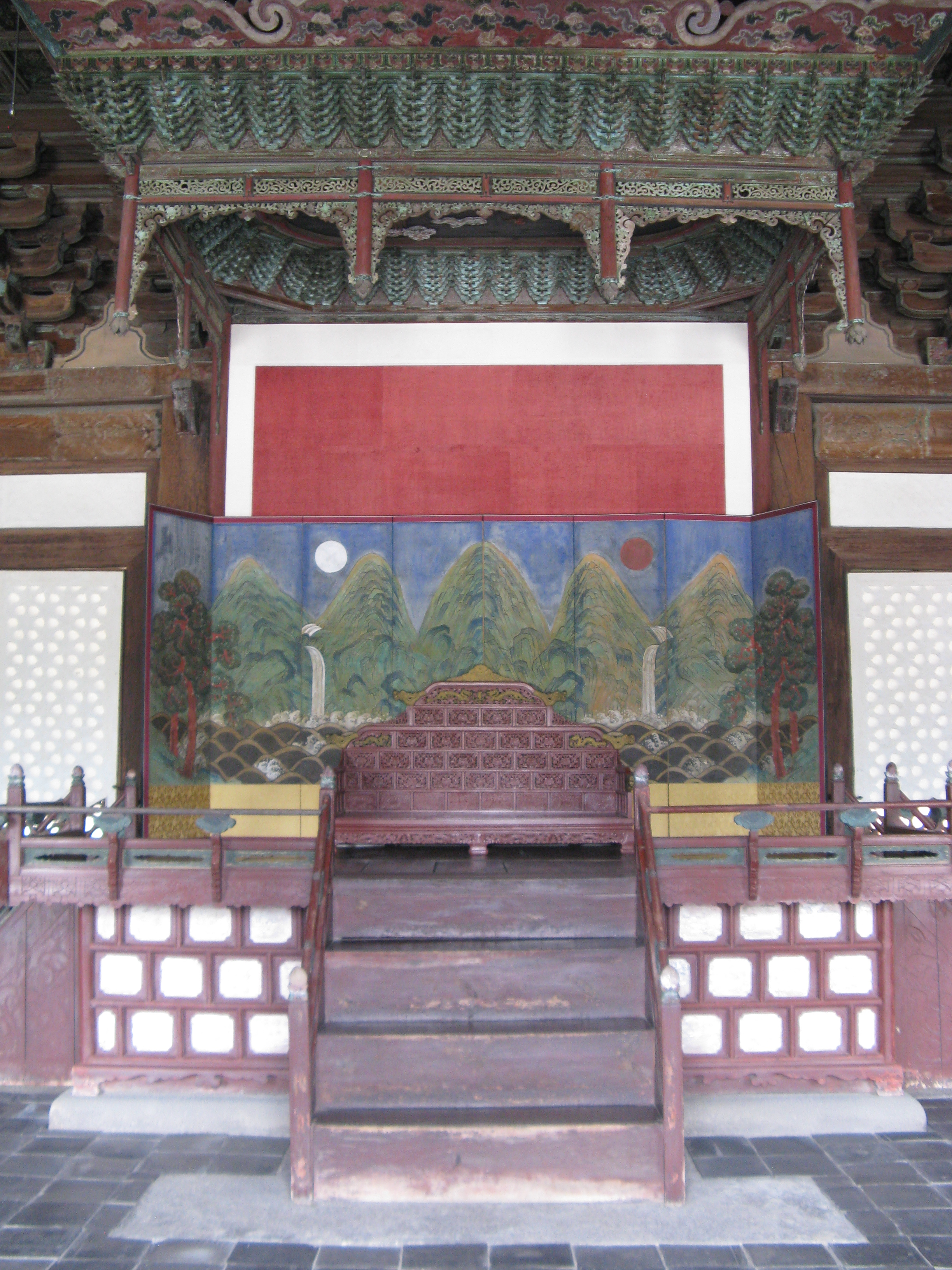
trône du palais Changgyeong
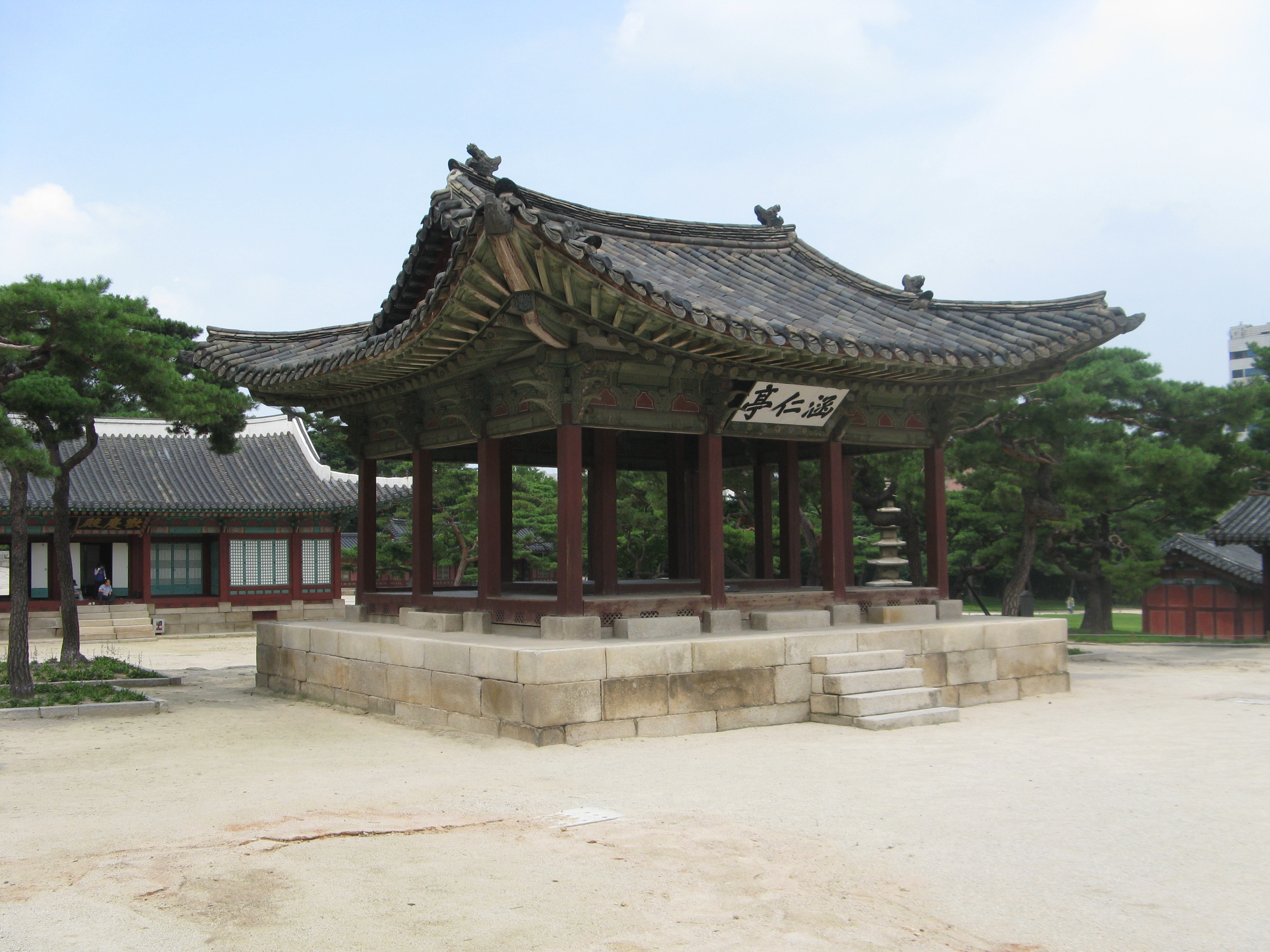
Pavillon Haminjeong, dont la plaque a été calligraphiée par le roi Yeongjo